# Котинга-капуцин
Котинга-капуцин (Perissocephalus tricolor) — вид горобцеподібних птахів родини котингових (Cotingidae). Мешкає в Південній Америці. Це єдиний представник монотипового роду Котинга-капуцин (Perissocephalus).

## Опис

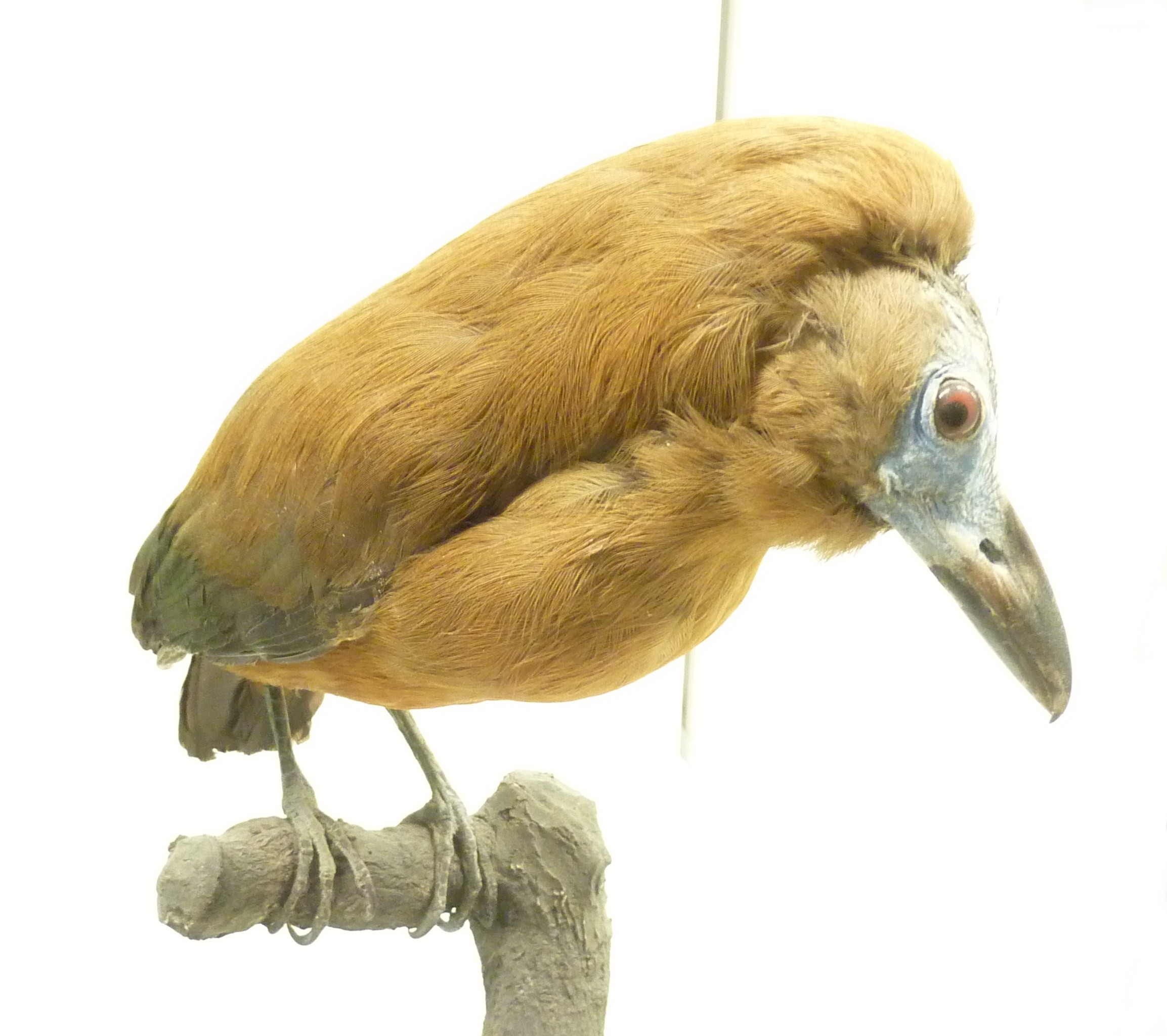
Опудало котинги-капуцина

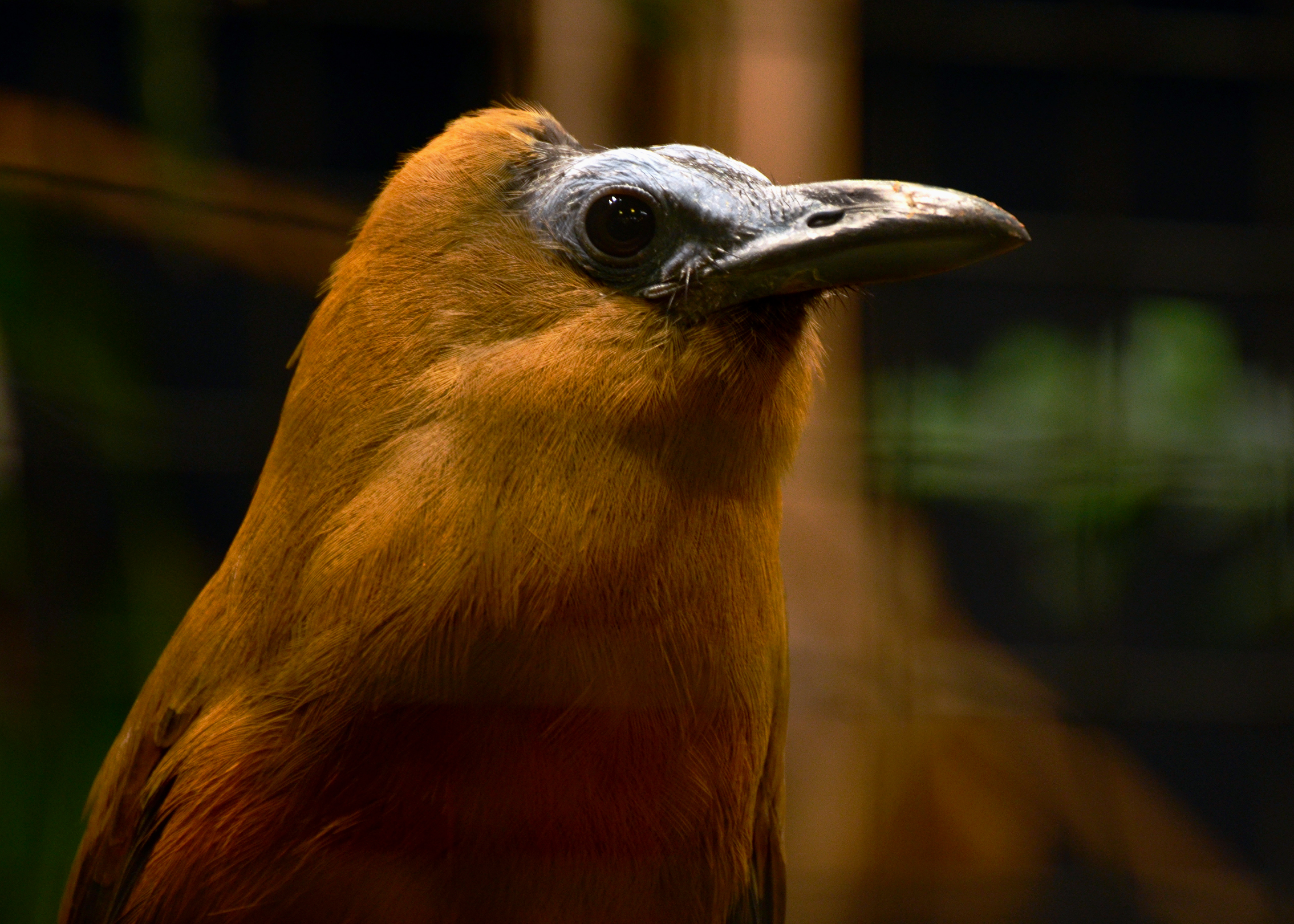
Голова котинги-капуцина

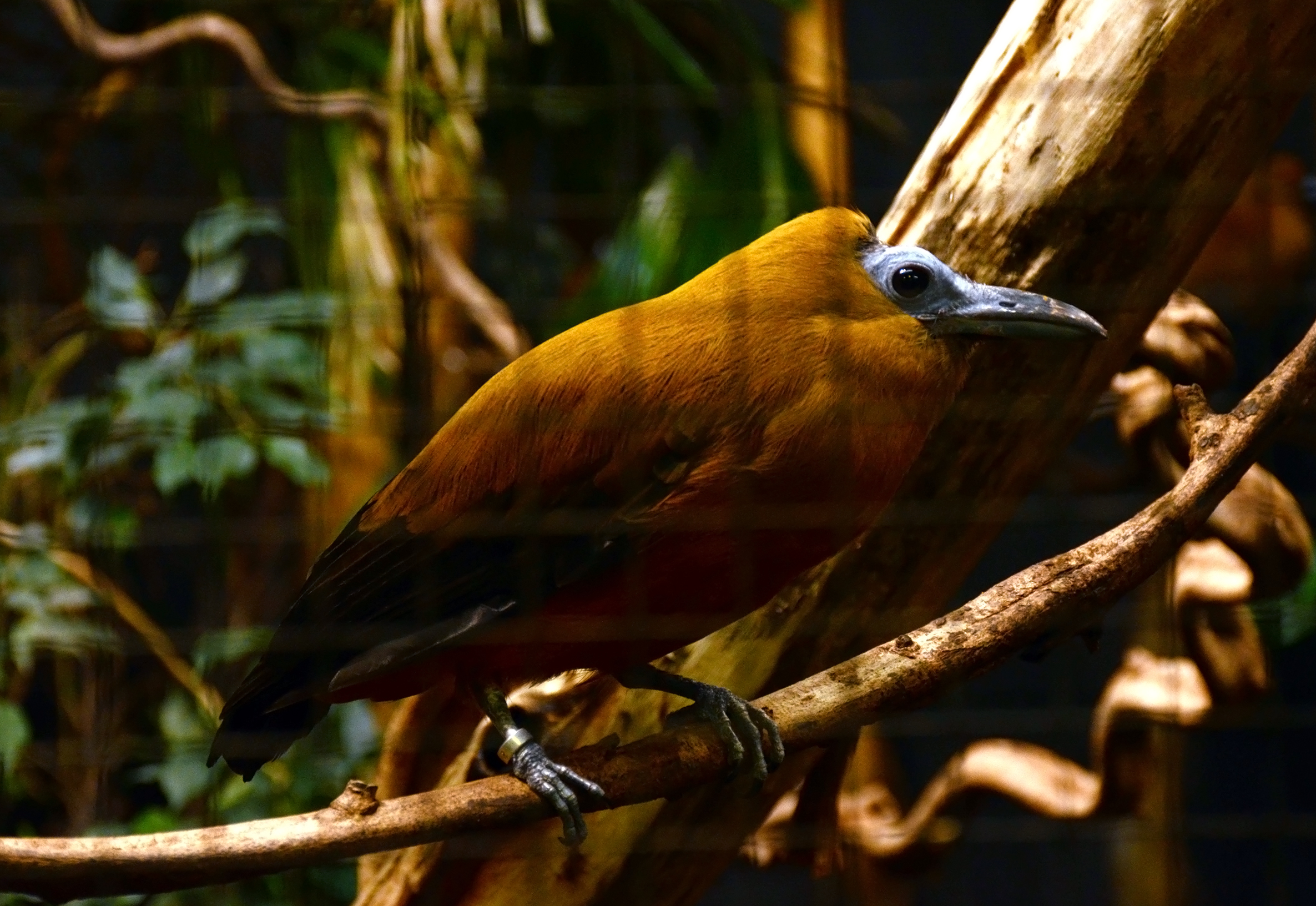
Котинга-капуцин в неволі (Віллар-ле-Домб, Франція)

Котинги-капуцини є одними з найбільших представників родини котингових, їх довжина становить 34,5–40 см, самці важать 320-420 г, самиці 267-367 г. Вони мають переважно світло-рудувато-коричневе забарвлення, нижня частина тіла у них світліша, а махові пера і хвіст чорні. Характерною рисою цих птахів є повністю лиса, синювата голова, яка здається непропорційно малою. Дзьоб відносно великий.

## Поширення і екологія
Котинги-капуцини мешкають на крайньому сході Колумбії, на півдні і сході Венесуелі (південь Амасонасу, схід Болівару), в Гаяні, Суринамі і Французькій Гвіані та на півночі Бразильської Амазонії (на північ від Амазонки, від Ріу-Негру на схід до Амапи). Вони живуть в середньому і верхньому ярусах вологих рівнинних і гірських тропічних лісів. Зустрічаються поодинці, на висоті до 1400 м над рівнем моря. Птахів складно побачити в лісі, вони часто непорушно сидять на гілці, повільно повертаючи голову, виглядаючи можливу небезпеку. Лише в пошуках їжі вони активно перелітають з дерево на дерево.
Котинги-капуцини живляться плодами, зокрема з родин лаврових, бурзерових і пальмових. Часто перед їжею птахи видаляють насіння, а самі плоди вони ковтають цілими. Також вони іноді ловлять великих комах і навіть кажанів. птахи лякають здобич, різко перелітаючи через листя, після чого хапають її.
Сезон розмноження у котинг-капуцинів триває з грудня по липень. В цей час самці збираються на токовищах, розміщуються на певній відстані один від одного, розпрямляють своє тіло вертикально, розпушують пір'я і видають гучні крики, які іноді порівнюють з муканням корови або з віддаленим звуком бензопилки. Крики птахів добре чутні на відстані, зазвичай їх можна почути вранці або ввечері, протягом 2-3 годин. 
Гніздо котинг-капуцинів має форму пласкої платформи або неглибокої чаші, робиться самицями з гілок і розміщується в густій кроні дерева, на висоті 3-6 м над землею. В кладці 1 яйце кольору хакі, інкубаційний період  триває 26-27 днів. Насиджують яйця і доглядають за пташенятами лише самиці. На відміну від дорослих птахів, пташенята живляться переважно комахами, рідше плодами.